# 223
223 је била проста година.

## Догађаји
- Конзули Луције Марије Максим Перпетуј Аурелијан и Луције Росије Аелијан Пакул Салвије Јулијан.
- 223-263 - цар Шу-Хан Лиу Шан.